# 新女性

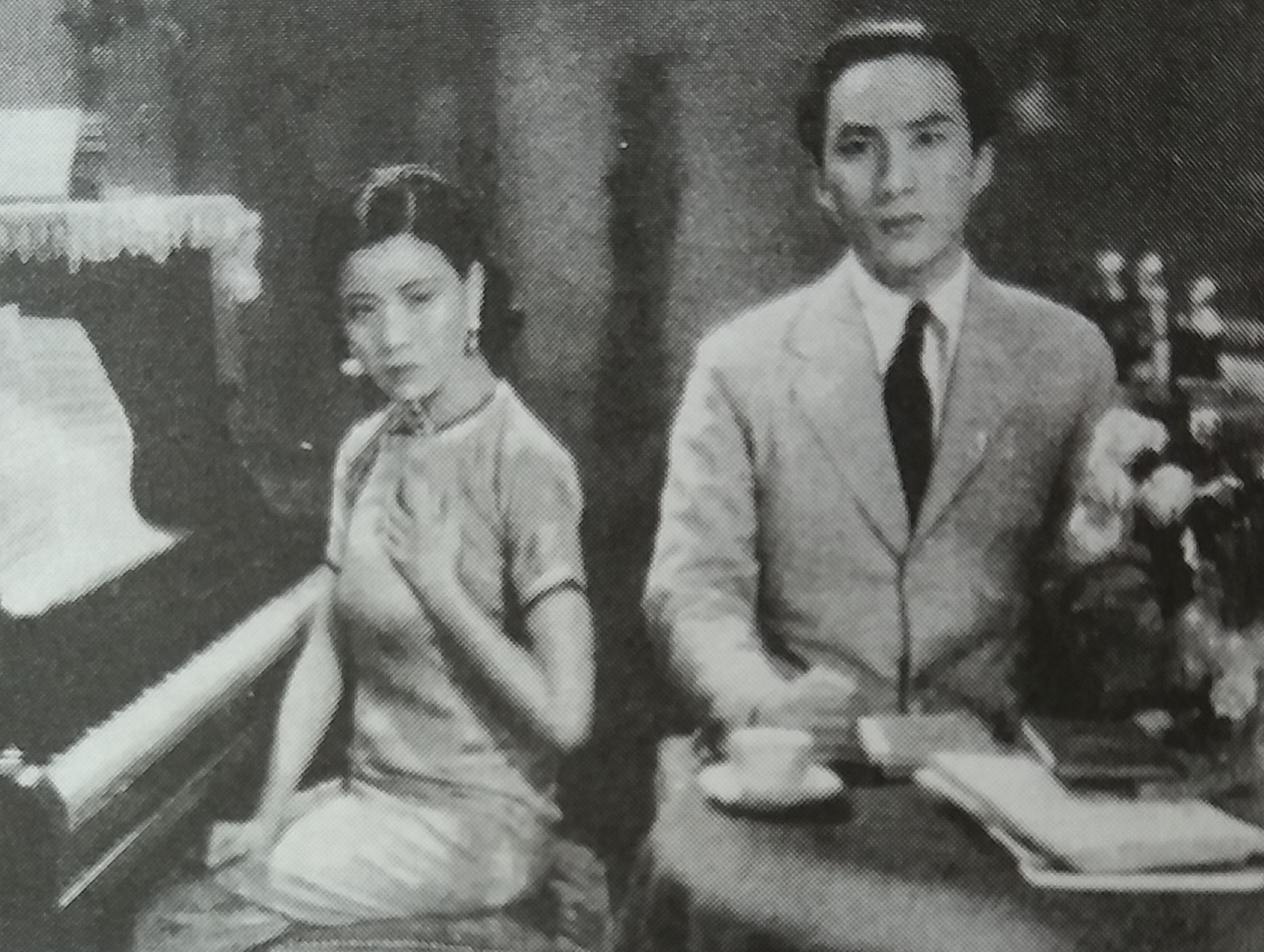
阮玲玉和郑君里在《新女性》中的剧照

新女性，一部中國黑白默片，上映於1935年，由蔡楚生導演，阮玲玉與鄭君里主演。

## 劇情
韋明是一位受過高等教育的女性，為了爭取婚姻自由而脫離家庭，但和男友結婚生下一女後卻反遭拋棄。韋明為求生存隻身前往上海一家女子中學任教，王校董欲追求韋明，但沒被接受。同時因為寫作的關係而結識了出版社的編輯余海濤，兩人互有好感，但韋明因過去的感情創傷而有所顧忌。不久，王校董藉故將韋明辭退。
余海濤欲幫忙韋明，於是將其創作的小說交給出版社，出版社雖然允諾出版，但無法支付稿費，就在韋明的女兒肺病漸重的情況下，於是失業的韋明當了一夜雛妓來賺取醫藥費，然而客人居然是王校董，韋明憤而離去。
韋明再也無法承受種種的環境逼迫下，就在小說出版前服毒自殺，然而一名記者齊為德曾與韋明結怨，於是把韋明自殺的消息登上了報紙，這時韋明看到了報紙知道自己小說出版了，這激發了她活下去的勇氣，但最終她還是不甘心地離世。

## 演出表
| 演 員  | 角 色  | 備 註                        |
| 鄭君里 | 余海濤 | 出版社編輯                   |
| 阮玲玉 | 韋明   | 中學音樂教師，亦是一名作家。 |
| 王乃東 | 王校董 | 上海樂育女子私立中學的校董   |
| 殷虛   | 李阿英 |                              |
| 王默秋 | 王太太 | 王校董之妻                   |